# Spider-Man (videogioco 2018)
Marvel's Spider-Man è un videogioco d'avventura dinamica sviluppato da Insomniac Games e distribuito da Sony Interactive Entertainment per PlayStation 4, PlayStation 5 e Microsoft Windows. È stato pubblicato in tutto il mondo il 7 settembre 2018. Nel gioco è presente uno degli ultimi cameo di Stan Lee.
Lo Spider-Man protagonista non è quello proveniente dalla continuity Marvel classica, identificata con il nome di Terra-616, ma le vicende si ambientano in un universo (canonico) creato appositamente per il videogioco, chiamato Terra-1048.
Dopo il successo del videogioco viene pubblicata una mini-serie a fumetti dal titolo Marvel's Spider-Man: City at War che riporta le vicende del gioco come storia principale.

## Modalità di gioco
Spider-Man è un videogioco d'avventura dinamica ambientato in un moderno open world a New York e giocato da una prospettiva in terza persona. Presenta sistemi di combattimento come quello aereo, i riflessi grazie al "senso di ragno", il lancia-ragnatele e le mosse finali. L'Uomo Ragno può spingere i nemici fuori dagli edifici tessendoli sul lato dell'edificio. Peter Parker (al di fuori della sua identità dell'Uomo Ragno), Miles Morales e Mary Jane Watson sono anche giocabili in alcune parti del gioco.
I token (risorse) vengono raccolti e utilizzati dal giocatore per creare diversi oggetti, come gadget e costumi o sbloccare abilità. Esistono sei diversi tipi di token, ognuno con i propri requisiti di raccolta.

## Trama

### Ambientazione
Peter Parker è un ragazzo di 23 anni laureato al college che per otto anni ha combattuto il crimine nei panni del supereroe Spider-Man, ormai considerato da molti il protettore di New York City. Peter lavora anche come assistente di ricerca nel laboratorio di un brillante scienziato e inventore, il dottor Otto Octavius. Dopo aver sconfitto il potente boss del crimine Wilson Fisk, Peter è costretto a indagare sulle attività riguardanti un'organizzazione di criminali cinesi mascherati, noti come i "Demoni". Col proseguire della storia, però, le cose prenderanno una brutta piega.

### Sinossi
Spider-Man, alias Peter Parker, con l'aiuto dell'agente di polizia Yuri Watanabe riesce a far arrestare il criminale Wilson Fisk, il quale, ora che la polizia ha abbastanza prove riguardo ai crimini e alle azioni illecite da lui commesse, viene arrestato e rinchiuso nel Raft, un carcere di massima sicurezza dove sono rinchiusi altri nemici dell'Arrampicamuri, tra cui Max Electro, Vulture, Scorpion e Rhino. In seguito all'arresto di Fisk, Peter inizia a indagare su un'irruzione in una casa d'aste, dove sono conservate alcune opere d'arte appartenenti a Fisk, da parte di alcuni uomini armati e con addosso delle mostruose maschere bianche e nere, intenti a recuperare un misterioso file; qui incontra la sua ex, Mary Jane Watson, anche lei infiltratasi per denunciare pubblicamente le azioni di Fisk, che aveva trovato il file prima di loro, scopre che esso riguarda un misterioso oggetto chiamato "il Respiro del Diavolo".
Gli sgherri mascherati la sorprendono e cercano di attaccarla, ma Spider-Man interviene e la salva allontanando i criminali, che però riescono a fuggire con il file. Nonostante i loro rapporti distaccati, Peter e Mary Jane decidono di indagare insieme sul furto alla casa d'aste e il ragazzo si rivolge a Martin Li (il direttore della F.E.A.S.T., un rifugio per i senzatetto dove lavora anche May Parker, zia di Peter) per scoprire l'origine e il significato delle maschere della gang: Martin rivela che la maschera ha a che fare con un'organizzazione criminale nota come "i Demoni" e consiglia a Peter di non interferire con i loro piani. Peter ritorna in seguito al laboratorio del dottor Octavius per aiutarlo nella realizzazione di un braccio artificiale, ma Norman Osborn, il CEO della Oscorp nonché attuale sindaco di New York, fa chiudere il laboratorio e sospende definitivamente le ricerche di Octavius allo scopo di convincere quest'ultimo a lavorare di nuovo per lui, cosa che Otto, che sembra avere un contenzioso aperto con Norman, rifiuta aspramente.
Nel frattempo, i Demoni continuano ad attaccare le proprietà di Fisk; Peter riesce a sconfiggerli più volte con l'aiuto dell'ufficiale di polizia Jefferson Davis, che viene lodato dai suoi concittadini per il suo senso di eroismo e viene invitato come ospite d'onore all'evento per la rielezione di Norman Osborn, al quale prendono parte anche la moglie Rio, il figlio Miles, Peter e Mary Jane. Durante la celebrazione, però, Osborn riceve una chiamata anonima il cui mittente minaccia di distruggere sia lui che la città; Osborn, spaventato, abbandona la manifestazione e subito dopo i Demoni irrompono e iniziano a seminare il caos, uccidendo alcuni dei presenti, tra cui Davis. Peter si accorge che il capo dei Demoni è in realtà Martin Li, che ha assunto una forma malefica e corrotta nota come Mister Negative; poco prima di agire, Peter viene messo fuori gioco dai Demoni, che se ne vanno subito dopo.
Nei giorni successivi all'attentato, Miles inizia a lavorare alla F.E.A.S.T. come volontario e nel frattempo fa anche amicizia con Peter, che lo aiuta a superare il lutto; allo stesso tempo, Osborn ingaggia l'abile mercenaria Silver "Sable" Sablinova, capo della Sable International (una compagnia militare all'avanguardia), affinché tenga sotto controllo le azioni dei Demoni. Silver mostra tuttavia pochissima fiducia nei confronti di Spider-Man e lo mette spesso in difficoltà nelle sue missioni. Continuando le sue indagini sui Demoni e Martin Li, il ragazzo scopre che quest'ultimo serba rancore nei confronti di Osborn per la morte dei suoi genitori e che sta cercando di rubare il Respiro del Diavolo, una letale arma biologica creata dalla OSCORP nel tentativo di trovare una cura a malattie gravi.
Martin riesce a rubare il Respiro del Diavolo e cerca di rilasciarlo alla Grand Central Station ma il suo piano viene mandato all'aria da Mary Jane e Peter. Nel frattempo Octavius, sempre più ossessionato dalla creazione delle sue braccia artificiali, trasforma la sua invenzione in strutture robotiche simili a tentacoli situati sul dorso e controllati da un'interfaccia neurale; Peter, tuttavia, è convinto che l'interfaccia possa avere effetti negativi sulla salute mentale di Octavius, che gli rivela di soffrire di una grave malattia che lo porterà inevitabilmente alla paralisi totale e che le sue nuove braccia gli permetteranno di lavorare quando le sue funzioni motorie cesseranno.
Accecato dal suo odio per Osborn e dall'influenza dell'interfaccia, con le sue nuove braccia Octavius attacca prima il carcere di Ryker's Island e poi il Raft, provocando un'evasione di massa dei detenuti tra i quali vi sono Mister Negative, Vulture, Electro, Scorpion e Rhino: i cinque si alleano con Octavius, che ora si fa chiamare Dottor Octopus, formando i Sinistri Sei, i quali riescono a sconfiggere facilmente Peter, avvisandolo poi di non interferire con i loro piani. In seguito, Octavius riesce a rubare il Respiro del Diavolo e lo rilascia in mezzo a Times Square, infettando migliaia di civili, compresa May: con l'evasione di massa, New York è invasa dai detenuti e la città sprofonda letteralmente nel caos, Osborn dichiara una legge marziale e Spider-Man, considerato il responsabile dell'evasione, viene etichettato come fuggitivo. Fortunatamente, Peter riesce a sconfiggere prima Vulture ed Electro e in seguito anche Rhino e Scorpion, mentre Mary Jane scopre che la Oscorp sta apparentemente lavorando ad un antidoto per il Respiro Del Diavolo. Infiltratasi in un laboratorio segreto nell'attico di Osborn, MJ scopre che Harry Osborn, il figlio di Norman, è in fase terminale di una gravissima malattia ereditaria, di cui il Respiro del Diavolo doveva essere la cura e che Martin Li è stato una delle "cavie" per testarne gli effetti, in quanto Norman cercava, all'epoca, un rimedio per sua moglie, affetta dalla stessa malattia del figlio. Per via dell'esperimento Martin ottenne i suoi poteri ma, a causa di essi, uccise inavvertitamente i suoi genitori; questo spiega il suo odio nei confronti di Osborn e anche il motivo per cui Octavius cessò di collaborare con lui alla OSCORP. Mary Jane riesce a scoprire l'ubicazione dell'antidoto, che è tenuto in uno dei tanti laboratori della OSCORP in città e lo riferisce a Peter, il quale dopo aver ottenuto la fiducia di Silver Sable, entra nel laboratorio e combatte Li, sconfiggendolo definitivamente e trovando l'antidoto. In quell'istante giunge Octavius, che mette fuori gioco Peter, rapisce Osborn e si porta via l'antidoto.
Il ragazzo costruisce quindi un nuovo costume potenziato usando la medesima tecnologia di Octavius e raggiunge lo scienziato in cima alla torre della OSCORP, impedendogli di uccidere Osborn; Octavius rivela a Peter di aver sempre saputo che lui e Spider-Man sono la stessa persona e questi, preso dall'ira, sconfigge il suo ex mentore danneggiando l'interfaccia neurale con la quale controllava le braccia robotiche. Octavius, ormai sconfitto e incapace di muoversi, chiede a Peter di perdonarlo e di continuare a lavorare con lui, altrimenti potrebbe rivelare la sua identità, ma il ragazzo, nonostante il dispiacere e il timore di essere smascherato, rifiuta e se ne va con l'antidoto. Giunto al F.E.A.S.T., Peter scopre che la quantità di antidoto non è sufficiente a curare tutti i pazienti, trovandosi così di fronte a una dura decisione: o usare tutto l'antidoto per curare Zia May (ormai in fin di vita) oppure lasciare che i medici ne producano abbastanza per curare tutti. Peter, a malincuore, sceglie la seconda possibilità lasciando morire May, la quale, prima di morire, gli rivela di aver sempre saputo della sua doppia identità e di essere orgogliosa di lui. Tre mesi dopo, Osborn abbandona la sua campagna elettorale essendo caduto in disgrazia, la Sable International lascia New York e Peter, seppur addolorato per la morte di May, riprende la sua relazione con Mary Jane. 
In una scena a metà dei titoli di coda, Miles rivela a Peter di aver acquisito poteri da ragno dopo essere stato morso da un esemplare di ragno geneticamente modificato, che si era liberato dai laboratori di Osborn quando Mary Jane si era infiltrata nel suo attico; Peter, date le circostanze, rivela a Miles la sua duplice identità e decide di fargli da mentore. 
In un'altra scena alla fine dei titoli di coda, Osborn entra nel suo laboratorio segreto e osserva una vasca di isolamento nella quale è immerso suo figlio Harry, in coma e parzialmente ricoperto da una sostanza nera. Osborn giura al figlio di trovare una cura per la sua malattia, mentre la misteriosa sostanza prende la forma di una mano.

## Contenuti scaricabili
- Una storia suddivisa in tre episodi DLC è stata sviluppata per il gioco, conosciuta come Spider-Man: La città che non dorme mai.[3]

1. La rapina, con Black Cat, include i nuovi costumi: Spider-UK, Scarlet Spider 2 e Resilient Suit[4]
2. Territori contesi, con Hammerhead, include i nuovi costumi: Spider-Armor MK1, Spider-Clan, Iron-Spider[5]
3. Silver Lining, con Silver Sable e Mecha-Hammerhead, include i costumi: Cyborg Spider-Man, Aaron Aikman Armor, e Into the Spider-Verse dal film Spider-Man - Un nuovo universo.[6]
4. La rapina - Obiettivo *secondario*: "Gatto ci cova", Spider-Man viene assoldato da Walter Hardy affinché si prenda cura della figlia Felicia, alias la Gatta Nera.

### La rapina
È passato del tempo dopo gli eventi del gioco principale e le famiglie criminali del Maggia stanno cercando di colmare il vuoto negli inferi criminali dopo la cattura di Wilson Fisk. MJ informa Peter che uno dei capi sta cercando di rubare un dipinto esposto al Manhattan Museum of Contemporary Art. Lì, Peter incontra Felicia Hardy/Black Cat, che prende un'unità USB nascosta all'interno del quadro e fugge. MJ informa Peter che la famiglia Maggia guidata da Hammerhead ora ha la spinta per salire al potere, il che implica che Felicia sta lavorando per loro. Hardy continua a raccogliere altre unità USB dalle altre famiglie Maggia mentre Peter la segue. Dopo averla raggiunta, ella rivela che Hammerhead tiene in ostaggio suo figlio. Credendo di essere il padre, Peter accetta di aiutare Felicia a salvare il ragazzo. Nel frattempo, MJ scopre che le unità contenevano la fortuna collettiva delle famiglie Maggia, il che significa che se Hammerhead riesce a prenderle tutte, può prendere il controllo dei loro beni e lasciarli in bancarotta. Viene anche a sapere che Hammerhead ha recentemente acquistato una grande volta inespugnabile che potrebbe essere utilizzata per contenere qualcosa - o qualcuno - di prezioso, e invia la sua posizione a Peter. Quest'ultimo e Felicia prendono d'assalto il magazzino dove viene tenuto, ma il primo viene ingannato per rimanere intrappolato all'interno; dopodiché quest'ultima rivela di aver mentito sul fatto di avere un figlio per convincere Peter ad aiutarla a rubare i dischi prima di scappare. Dopo essere fuggito dal caveau, Peter corre dietro a Felicia, dopo aver sentito Hammerhead ordinare ai suoi servi di riempire di esplosivo l'attico di Felicia affinché esploda dopo il suo arrivo. Tuttavia, Peter arriva troppo tardi e vede Felicia inghiottita dall'esplosione, ma MJ gli rivela che il suo corpo non è stato trovato tra i rottami.

### Territori contesi
Qualche tempo dopo l'apparente morte di Felicia, scoppia una guerra di gang in piena regola tra le famiglie Maggia in tutta New York City. Peter assiste Yuri Watanabe e la sua task force della polizia in un raid contro Hammerhead, ma si rivela essere una trappola e tutti gli uomini di Yuri vengono uccisi. Peter scopre che Hammerhead e la sua banda hanno rubato l'equipaggiamento e le armi di Sable International (lasciati indietro durante la crisi del diavolo) per darsi un vantaggio nella guerra del territorio tra le bande. Dopo aver rapito gli altri uomini di Maggia, Hammerhead diffonde le sue forze in tutta la città per razziare diversi convogli di polizia. Mentre Peter è impegnato a trattare con i suoi scagnozzi, Hammerhead lancia un assalto al distretto di polizia dell'Upper East East, che tiene in mano il "Progetto Olympus" di Sable International, massacrando molti poliziotti nel processo. Frustrata dalla morte dei suoi uomini e dalla mancanza di progressi di Peter, Yuri decide di seguire personalmente Hammerhead. Più tardi quella notte, Hammerhead stesso, potenziato dall'armatura del Progetto Olympus, decide di uccidere gli altri Maggia in diretta televisiva al fine di raggiungere il suo obiettivo di terrorizzare la città di New York. Peter sventa il piano di Hammerhead, che viene poi sconfitto. Mentre la polizia sta per arrestare Hammerhead, Yuri si presenta e, furiosa, spara in testa a Hammerhead. Viene quindi sospesa dalle forze di polizia, ma ciò non le impedisce di dare la caccia agli altri membri di Maggia e in seguito di diventare una spietata vigilante. All'insaputa di Peter e della polizia, però, uno degli scagnozzi di Hammerhead si è infiltrato nel furgone della polizia che reggeva il suo corpo e lo ha rianimato.

### Silver Lining
Con l'equipaggiamento e le armi avanzate di Sable International, la banda di Hammerhead è padrona indiscussa di New York City. Silver Sablinova, capo della Sable International, torna a New York City per vendicarsi di Hammerhead per aver rubato le sue provviste. Peter, preoccupato che i metodi violenti di Sablinova provochino ancora più caos, cerca di convincerla a lavorare insieme a lui. Hammerhead, che ora si è evoluto in un esoscheletro di cyborg avanzato, conduce Peter e Sablinova in una trappola e riesce a sopraffare entrambi. Felicia, che si rivela essere viva, salva Peter dalla morte, mentre Sablinova viene catturata da Hammerhead. Felicia dà a Peter un drive USB contenente informazioni su Hammerhead, che suggeriscono che la sua testa non è forte come sembra. Peter salva Sablinova all'interno della base fognaria sotterranea di Hammerhead ed entrambi apprendono che la piastra in acciaio al carbonio all'interno della testa di Hammerhead è molto sensibile al calore. Sablinova porta dunque Peter dalla sua nave stealth sul fiume Hudson per attirare lì Hammerhead, dopodiché lavorano insieme per equipaggiare il combattente VTOL di Sablinova con un array laser riscaldato, finendo proprio mentre Hammerhead li assale. Peter trattiene quindi Hammerhead mentre Sablinova continua a far esplodere la piastra di metallo. Alla fine, Hammerhead è gravemente indebolito e Sablinova si schianta contro di lui, sconfiggendo definitivamente il boss del crimine. Con la fine della sua attività a New York City, Sablinova prevede di tornare nel suo paese natale, Symkaria, per affrontare la guerra civile che si sta svolgendo lì. MJ chiama Peter per dirgli che ha intenzione di andare anche lei a Symkaria per parlare della suddetta guerra civile e sensibilizzare l'opinione pubblica. In seguito, Peter inizia ad addestrare Miles Morales sulle sue abilità appena acquisite, partendo dal volteggiare con la ragnatela, cosa che successivamente impara.

### Silver Lining - Registrazioni scene del crimine & Una questione di giustizia
Spider-Man scopre una serie di registrazioni di crimini e documenti della polizia nei luoghi di vari omicidi in tutta la città. Le registrazioni documentano come gli omicidi siano stati commessi da un sicario del Maggia che ha ricevuto l'ordine da Hammerhead di ottenere informazioni sui piani e sullo stato d'animo di Yuri. A tal fine, l'agente ricatta il terapeuta di Yuri dopo essere andato a trovarlo con il pretesto di essere lui stesso un paziente. Si scopre che il terapeuta sta effettivamente lavorando sotto copertura con Yuri, per arrestare e condannare l'esecutore per tentato omicidio.
Quando Spider-Man trova l'ultima registrazione, scopre che l'esecutore ha scoperto le vere motivazioni del terapeuta e lo ha ucciso a sangue freddo. Poco dopo, riceve una telefonata da Yuri, che gli chiede di incontrarla tra la Madison e la 23ª. Quando arriva, trova il sicario morto, con il suo corpo legato a un tubo dell'acqua. Yuri chiama di nuovo e dice a Spider-Man che sebbene lei creda ancora nel sistema giudiziario, ci sono momenti in cui semplicemente non funziona, cosa che considera inaccettabile. Dichiara anche che uccidere l'esecutore l'ha fatta sentire bene e che sente di aver dispensato la vera giustizia, restituendo al mondo un senso di equilibrio. Spider-Man la implora di costituirsi, dicendo di essere ancora suo amico e di non volerle dare la caccia. Yuri si rifiuta e gli dice di fare quello che deve fare e che lei farà lo stesso, infine gli dice addio e riattacca, lasciandolo scoraggiato.

### La rapina - Obiettivo secondario: Gatto ci cova
Dopo aver spento un incendio doloso, l'Uomo Ragno viene chiamato da un investigatore, il quale gli chiede di passare al distretto del Greenwich Village per parlare con lui. Una volta lì, l’investigatore gli parla di Walter Hardy, padre della Gatta Nera, morto in prigione, ma gli spiega anche che lui e la polizia non hanno mai trovato il dipinto di cui si era impadronito. L'Uomo Ragno raggiunge un indirizzo dato dall'investigatore, dove trova uno dei dipinti, e chiama l'investigatore, che gli dà altre coordinate geografiche per altri dieci dipinti. Dopo averli trovati tutti, l’Uomo Ragno chiama l’investigatore, che lo ringrazia per aver chiuso il caso e gli chiede di tener d'occhio la Gatta Nera, dicendo che ci tiene. L'Uomo Ragno, non avendo capito cosa volesse dire, lo richiama, ma questi non risponde. Recatosi quindi al distretto, chiede a un agente se abbia visto l'investigatore, ma questi afferma di non averlo mai visto e che forse o ha sbagliato distretto o è stato preso in giro. L'Uomo Ragno capisce di essere stato preso in giro alla grande e chiama l'investigatore, che si rivela essere Walter Hardy: questi gli chiede di aiutarlo prendendosi cura di sua figlia, dato che lui non può farlo.

## Costumi
Escludendo i costumi presenti nel DLC, nel gioco è possibile sbloccare un totale di ventotto costumi alternativi, 24 dei quali sono sbloccabili semplicemente procedendo nella storia e salendo di livello, mentre il Costume della ESU, il Costume Nero, il Costume Bianchieria Intima e il Costume Homemade sono sbloccabili soddisfacendo determinate condizioni. Per quanto riguarda gli altri costumi, sono presenti le tute usate da Spider-Man nel Marvel Cinematic Universe, ovvero il Costume Stark e il Costume Iron-Spider, che compaiono rispettivamente in Captain America: Civil War, Spider-Man: Homecoming, Avengers: Infinity War, Avengers: Endgame e Spider-Man: No Way Home e altri costumi ripresi dai fumetti come il Costume Scarlet Spider, Spider-Man Noir, Fear Itself, Last Stand, Spider-Man 2099 Bianco e Nero, il Costume Classico, una sua versione danneggiata e una sua versione Vintage, caratterizzata da un effetto chiaroscuro che ricorda molto lo stile dei fumetti anni sessanta, il Costume Stealth, il Costume Spirit Spider, i Costumi MKII, III e IV, il Costume Negativo, il Costume da Wrestler, il Costume Secret-War, il Costume Punk, il Costume Anti-Electro e tre costumi disegnati appositamente per questo gioco come il Costume Avanzato, ovvero il Costume che è presente nel materiale promozionale per il gioco, il Costume Velocity e il Costume Anti-Ock, sbloccabile subito prima la battaglia finale contro Doc Ock.
Inoltre viene rilasciato il 21 dicembre 2018 gratuitamente il classico costume di Spider-Man utilizzato nella trilogia diretta da Sam Raimi, che nel gioco prende il nome di "Costume Ragnatela". Con la patch 1.14 vengono introdotti due nuovi costumi il Future Foundation Suit e il Bombastic Bag-Man Suit relativi alle storie insieme ai Fantastici Quattro. In occasione del film Spider-Man: Far from Home è stata distribuita la patch 1.16 che include i costumi gratuiti Upgrade Suit e la Stealth Suit. Il giorno 22 novembre 2020 viene rilasciata la patch 1.19 e con essa vengono aggiunti 3 nuovi costumi tra cui il primo costume utilizzato nella serie cinematografica diretta dal regista Marc Webb, The Amazing Spider-Man che nel gioco viene chiamato "Costume Amazing" e insieme anche il Costume Cavaliere aracnide e come ultimo il Costume ipercorazzato. Per festeggiare l’uscita del film Spider-Man: No Way Home, Insomniac ha annunciato l’arrivo di due nuovi costumi per Peter Parker: il Costume ibrido ed il Costume nero e oro. I costumi sono stati rilasciati il 10 dicembre 2021 attraverso un aggiornamento gratuito per la sola versione “Remastered” del gioco (ossia quella inclusa nella versione Ultimate del videogioco Spider-Man: Miles Morales, ndr.) essendo, di fatto, gli unici due costumi “esclusivi” per la versione PlayStation 5.

## Personaggi
Di seguito sono riportati gli attori originali che hanno interpretato i personaggi del videogioco - prestando loro la voce e in alcuni casi anche con la tecnica della motion capture - e i doppiatori della versione in lingua italiana:
| Personaggio                       | Motion capture Doppiatore originale | Doppiatore italiano |
| --------------------------------- | ----------------------------------- | ------------------- |
| Peter Parker / Spider-Man         | Yuri Lowenthal                      | Jacopo Calatroni    |
| Mary Jane Watson                  | Laura Bailey                        | Katia Sorrentino    |
| Miles Morales                     | Nadji Jeter                         | Gianandrea Muià     |
| Otto Octavius / Dottor Octopus    | William Salyers                     | Matteo Brusamonti   |
| Martin Li / Mister Negative       | Stephen Oyoung                      | Pino Pirovano       |
| Yuri Watanabe                     | Tara Platt                          | Debora Magnaghi     |
| May Parker                        | Nancy Linari                        | Elda Olivieri       |
| Norman Osborn                     | Mark Rolston                        | Massimiliano Lotti  |
| Silver "Sable" Sablinova          | Nichole Elise                       | Jolanda Granato     |
| Wilson Fisk / Kingpin             | Travis Willingham                   | Tony Sansone        |
| Max Dillon / Electro              | Josh Keaton                         | Francesco Mei       |
| Adrian Toomes / Avvoltoio         | Dwight Schultz                      | Gianni Gaude        |
| Aleksei Sytsevich / Rhino         | Fred Tatasciore                     | Renzo Ferrini       |
| MacDonald "Mac" Gargan / Scorpion | Jason Spisak                        | Alessandro Conte    |
| Dott. Morgan Michaels             | Phil Morris                         | Mario Zucca         |
| Herman Schultz / Shocker          | Dave B. Mitchell                    | Marcello Moronesi   |
| J. Jonah Jameson                  | Darin De Paul                       | Marco Balzarotti    |
| Harry Osborn                      | Scott Porter                        | Ruggero Andreozzi   |
| Jefferson Davis                   | Russell Richardson                  | Walter Rivetti      |
| L. Thompson Lincoln / Tombstone   | Corey Jones                         | Mario Zucca         |
| Screwball                         | Stephanie Lemelin                   | Sara Ballerani      |
| Tony Masters / Taskmaster         | Brian Bloom                         | Diego Baldoin       |
| Felicia Hardy / Black Cat         | Erica Lindbeck                      | Chiara Francese     |
| Testa di Martello                 | Keith Silverstein                   | Matteo Zanotti      |
| Gestore del ristorante            | Stan Lee                            | Gianni Gaude        |

## Accoglienza
| Testata                          | Versione   | Giudizio |
| -------------------------------- | ---------- | -------- |
| Metacritic (media al 11/08/2022) | PS4        | 87/100   |
| Metacritic (media al 11/08/2022) | PC         | 87/100   |
| OpenCritic (media al 11/08/2022) | collettivo | 88/100   |
| Attack of the Fanboy             | PS4        | 4.5/5    |
| Attack of the Fanboy             | PC         | 4/5      |
| Destructoid                      | PS4        | 9/10     |
| Game Informer                    | PS4        | 9.5/10   |
| Game Revolution                  | PS4        | 4/5      |
| GameSpot                         | PS4        | 9/10     |
| GamesRadar+                      | PS4        | 4,5/5    |
| God is a Geek                    | PC         | 95/100   |
| IGN                              | PS4        | 8.7/10   |
| Multiplayer.it                   | PS4        | 9.2/10   |
| Multiplayer.it                   | PC         | 88/100   |
| USgamer                          | PS4        | 4,5/5    |
| VideoGamer.com                   | PS4        | 8/10     |

Marvel Spider-Man è stato ben accolto al momento dell'uscita. I critici lo hanno definito uno dei migliori giochi sui supereroi mai realizzati, elogiando il gameplay, in particolare i meccanismi di combattimento, la grafica, la narrazione, la caratterizzazione e il design di New York City, anche se è stata risentita la mancanza di innovazione per quanto riguarda il design open-world. Il gioco è diventato un successo commerciale, vendendo 3,3 milioni di copie nei primi tre giorni dalla sua pubblicazione e infrangendo diversi record di vendite.

### Premi
| Anno | Premio                        | Categoria                                         | Esito      | Nota   |
| ---- | ----------------------------- | ------------------------------------------------- | ---------- | ------ |
| 2016 | Golden Joystick Awards        | Gioco più atteso                                  | Nomination | [ 32 ] |
| 2017 | Golden Joystick Awards        | Gioco più atteso                                  | Nomination | [ 33 ] |
| 2017 | The Game Awards 2017          | Gioco più anticipato                              | Nomination | [ 34 ] |
| 2018 | Game Critics Awards           | Il meglio dello spettacolo                        | Nomination | [ 35 ] |
| 2018 | Game Critics Awards           | Miglior gioco per console                         | Vinto      | [ 35 ] |
| 2018 | Game Critics Awards           | Miglior gioco di azione/avventura                 | Vinto      | [ 35 ] |
| 2018 | Gamescom 2018                 | Miglior gioco di azione                           | Nomination | [ 36 ] |
| 2018 | Gamescom 2018                 | Miglior gioco per PlayStation 4                   | Vinto      | [ 37 ] |
| 2018 | Golden Joystick Awards        | Miglior narrativa                                 | Candidato  | [ 38 ] |
| 2018 | Golden Joystick Awards        | Gioco dell'anno - PlayStation                     | Candidato  | [ 38 ] |
| 2018 | The Game Awards 2018          | Gioco dell'anno                                   | Candidato  | [ 39 ] |
| 2018 | The Game Awards 2018          | Miglior regia                                     | Candidato  | [ 39 ] |
| 2018 | The Game Awards 2018          | Miglior narrativa                                 | Candidato  | [ 39 ] |
| 2018 | The Game Awards 2018          | Miglior colonna sonora                            | Candidato  | [ 39 ] |
| 2018 | The Game Awards 2018          | Miglior design audio                              | Candidato  | [ 39 ] |
| 2018 | The Game Awards 2018          | Miglior action/adventure                          | Candidato  | [ 39 ] |
| 2018 | The Game Awards 2018          | Miglior performance a Yuri Lowenthal (Spider-Man) | Candidato  | [ 39 ] |
| 2019 | Game Developers Choice Awards | Miglior Audio                                     | Candidato  | [ 40 ] |
| 2019 | Game Developers Choice Awards | Miglior Design                                    | Candidato  | [ 40 ] |
| 2019 | Game Developers Choice Awards | Miglior Narrativa                                 | Candidato  | [ 40 ] |
| 2019 | Game Developers Choice Awards | Miglior Tecnologia                                | Candidato  | [ 40 ] |
| 2019 | Game Developers Choice Awards | Miglior stile artistico                           | Candidato  | [ 40 ] |
| 2019 | Game Developers Choice Awards | Gioco dell'Anno                                   | Candidato  | [ 40 ] |

## Edizioni speciali
Sony in collaborazione con Insomniac Games e Marvel ha prodotto un'edizione limitata di PS4 con il gioco Spider-Man incluso chiamata Amazing Red, la console e gamepad si presentano entrambi di colore rosso e il ragno bianco.
La versione digitale del gioco disponibile su PlayStation Store è chiamata Digital Deluxe Edition contiene:
- Pack costume Spidey.
- 5 punti per sbloccare nuove abilità.
- Accesso anticipato al gadget Spider-Drone.
- Tema dinamico di Spider-Man.
- Avatar ragno bianco di Spider-Man.

La Collector's Edition del gioco include: Statua di Marvel's Spider Man, serie DLC "La città che non dorme mai", adesivo Ragno Bianco, steelbook e mini artbook con disegni degli sviluppatori.
Per il Black Friday 2018 Sony mette in promozione il bundle PlayStation 4 500 GB & Marvel's Spider-Man versione standard al prezzo consigliato di € 249,99.
Nell'estate 2019 è stata messa in commercio la Game Of The Year (GOTY) del gioco, che contiene:
- Due costumi del film del Marvel Cinematic Universe Spider-Man: Far from Home.
- Tutti i capitoli della storia "La città che non dorme mai".

## Remastered
Marvel's Spider-Man: Remastered, è una versione rimasterizzata del gioco, inclusa in Marvel's Spider-Man: Miles Morales - Ultimate Edition su PlayStation 5, ma anche disponibile all'acquisto separato in digitale per chi ha il gioco base. In questa versione per l'estetica di Peter Parker è stato sostituito l'attore originale John Bubniak con Ben Jordan. Il contenuto di questa versione include il gioco originale, l'espansione La città che non dorme mai, tre costumi aggiuntivi, nuovi trofei e una nuova modalità foto. Sono compresi anche texture aggiornate, miglioramenti grafici come il ray tracing, il frame rate più alto, il supporto al 3D audio, caricamenti più veloci e il supporto al feedback aptico del controller DualSense.
Il 12 agosto 2022 il gioco è stato pubblicato anche su Microsoft Windows.

## Sequel
L'11 giugno 2020 è stato annunciato il gioco sequel Spider-Man: Miles Morales, il quale è ambientato un anno dopo le vicende del primo gioco e ha come protagonista Miles. È stato pubblicato il 12 novembre 2020 per PlayStation 4 e PlayStation 5.
Durante l'evento di PlayStation Showcase del 9 settembre 2021 è stato annunciato lo sviluppo di Marvel's Spider-Man 2, il trailer suggerisce che questo videogioco rappresenta un sequel dove confluiscono entrambe le opere di Insomniac Games, la cui pubblicazione è avvenuta il 20 ottobre 2023.

## Influenza culturale
Fin dal suo annuncio il gioco ebbe grande risonanza mediatica, al punto che già prima del suo lancio venne pubblicato un romanzo prequel del gioco, Hostile Takeover. Dal gioco sono poi state tratte tre serie a fumetti pubblicate sempre dalla Marvel Comics: la prima è City at War, adattamento della trama del videogioco in sei numeri pubblicati mensilmente tra il maggio e l'ottobre 2019, a cui fecero seguito due storie originali in continuità con l'universo del gioco, Velocity, in cinque numeri pubblicati tra l'ottobre 2019 e il febbraio 2020, e The Black Cat Strikes, sempre di cinque numeri pubblicati tra il marzo e il settembre 2020.
Il successo del gioco ha portato inoltre la Marvel Comics a introdurre questo Spider-Man e il suo nuovo costume Advanced Suit all'interno dell'evento a fumetti Spider-Geddon, seguito della saga Ragnoverso. Nella stessa serie a fumetti, per la precisione nel numero 4, viene introdotto anche il cosiddetto "Spider-Cop", lo Spider-Man poliziotto oggetto di diverse battute tra Peter e Yuri Watanabe all'interno del gioco, la cui skin è presente nei dati di gioco ma non è mai stata resa ufficialmente disponibile dall'Insomniac.
Questo Spider-Man appare inoltre nel film di animazione Spider-Man Across The Spider-Verse (2023), col nome di Insomniac Spider-Man. Appare sia nella versione del videogioco che in quella animata.